# Egidijus Jarašiūnas
Egidijus Jarašiūnas (* 9. Oktober 1952 in Sendvariai, Rajongemeinde Kelmė) ist ein litauischer Jurist, Verfassungsrechtler, Professor für Öffentliches Recht und ehemaliger Richter am Europäischen Gerichtshof.

## Biografie
Nach dem Abitur an der 6. Mittelschule Panevėžys 1970 leistete er den Wehrdienst in der sowjetischen Armee ab. Egidijus Jarašiūnas studierte bis 1979 Rechtswissenschaft an der Universität Vilnius und war ab 1980 als Rechtsanwalt in Širvintos und ab 1982 in Panevėžys tätig. In Panevėžys war er Mitbegründer der lokalen Sąjūdis-Gruppe. 
Von 1988 bis 1990 war Jarašiūnas Parlamentsabgeordneter der Litauischen SSR und Vorsitzender des Stadtrats Panevėžys. 1990 wurde er als Abgeordneter des Obersten Rates Aukščiausioji Taryba-Atkuriamasis Seimas gewählt und war im dort Rechtsausschuss tätig. Er arbeitete an der litauischen Verfassung von 1992 mit. Außerdem war Jarašiūnas Mitglied der zwischenstaatlichen Verhandlungsgruppe Russland – Litauen und Mitglied der Interparlamentarischen Baltischen Versammlung. 1992 wurde er wieder als Abgeordneter des Seimas im Wahlbezirk Nr. 26 der Stadt Panevėžys gewählt und arbeitete wieder im Rechtsausschuss des Parlaments. 1996 bis 2005 war Jarašiūnas Richter am litauischen Verfassungsgericht (Konstitucinis Teismas) und danach arbeitete er dort als juristischer Referent des Richters. Ab dem Jahr 2010 war Jarašiūnas als aus Litauen entsandter Richter am Europäischen Gerichtshof tätig. Seine Tätigkeit am EuGH endete im Oktober 2018.
1999 promovierte Jarašiūnas an der Mykolas-Romer-Universität zum Thema Probleme der Verhältnisse der staatlichen Institutionen in der Verfassungsjustiz (Valstybės valdžios institucijų santykių problemos konstitucinėje justicijoje). Er war an der MRU-Universität Professor und Lehrstuhlinhaber Verfassungsrecht. Zu seinen Lehrgebieten gehören Rechtsvergleichung und Konstitutionalismus in Ost- und Mitteleuropa.
In juristischen litauischen und ausländischen Zeitschriften publizierte Jarašiūnas über 30 wissenschaftliche Artikel und nahm an internationalen juristischen Konferenzen teil. Als Gastdozent war er an verschiedenen ausländischen Universitäten tätig.
Jarašiūnas ist verheiratet, hat einen Sohn und eine Tochter.

## Arbeiten
- Valstybės valdžios institucijų santykiai ir Konstitucinis Teismas. Teisinės Informacijos Centras, Vilnius 2003, ISBN 9955-557-19-2.
- als Mitautor: Konstitucingumas ir pilietinė visuomenė. Monografija. Lietuvos Teisės Universiteto Leidybos Centras, Vilnius 2003, ISBN 9955-563-01-X.
- als Mitautor: Constitutional Justice in Lithuania. The Constitutional Court of the Republic of Lithuania, Vilnius 2003, ISBN 9986-9181-5-4.
- als Mitautor: Lietuvos konstitucinė teisė. Lietuvos Teisės Universiteto Leidybos Centras, Vilnius 2001, ISBN 9955-442-61-1 (2. Auflage. ebenda 2002).